# Geodatabáze
Geodatabáze je prostorová databáze navržená pro ukládání, dotazování a manipulaci s geografickými informacemi a prostorovými daty. Geodatabáze je proprietární formát vyvinutý firmou esri. Toto pracovní prostředí spravuje jak vektorová tak rastrová data. Geodatabáze je přirozená datová struktura systému ArcGIS a je primárním datovým formátem používaným pro editaci a správu dat.
Klíčový pojem geodatabáze je datová sada (angl. dataset). Datová sada je primární mechanismus k organizaci a užívání geografických informací v ArcGIS.

## Typy datových sad
- třídy prvků (feature class)
- rastrové datové sady (raster dataset)
- neprostorové tabulky (non-spatial table)

Tvorba geodatabáze obvykle začíná navržením její struktury, tj. rozčlenění dat do jednotlivých tříd a datových sad. Poté je geodatabáze rozšiřována dalšími pokročilými možnostmi, jako je přidávání topologií, sítí nebo subtypů a domén.

## Vlastnosti geodatabáze
- Simulace „chování“ prvků – definice vlastností prvků

- Seskupování prvků do subtypů
- Tvorba prostorových a atributových ověřovacích pravidel
- Tvorba topologických pravidel a jejich validace
- Modelování vztahů mezi třídami s různou kardinalitou
- Možnost editovat geodatabázi více uživateli zároveň

## Typy geodatabáze
Geodatabáze se dále člení na následující typy:
- Osobní geodatabáze
- Souborová geodatabáze
- ArcSDE geodatabáze (též „multiuser“ geodatabáze)

Každá z těchto databází má různá omezení co se týče velikosti, možnosti editace více uživateli nebo zabezpečení.

### Osobní geodatabáze (Personal geodatabase)
Jedná se o první datový formát pro geodatabáze ArcGIS uložený a spravovaný v souborech Microsoft Access (*.mdb). Celý obsah geodatabáze je uložen v jednom souboru MS Access. Tento typ uložení dat limituje velikost geodatabáze na 2GB. Efektivní limit před snížením výkonu je mezi 250 a 500 MB na jeden soubor MS Access. Pro znalce a uživatele Microsoft Access je to dobrá možnost využití databáze s geografickými daty.
Geodatabáze obsahuje tabulky s třídami prvků a systémové tabulky obsahující informace o pokročilých možnostech geodatabází – subtypy, domény, relace atd. Tento typ geodatabáze podporuje více čtenářů a pouze jednoho editora.
Jednou z výhod geodatabáze je automatický výpočet geometrických veličin – délka liniových prvků, obvod a výměra polygonových prvků. Jedná se o dynamickou hodnotu, která se při změně geometrie prvku aktualizuje.

### Souborová geodatabáze (File geodatabase)
Tento typ geodatabáze je uložen jako adresář na disku v souborovém systému. Každá datová sada je udržována jako soubor, který může dosahovat velikosti až 1 TB. Limit 1 TB je možné navýšit na 256 TB pro extrémně velké rastrové datové sady. Oproti osobní geodatabázi redukuje místo zabírající na disku o 50–75 %. Tento typ geodatabáze je upřednostňován před osobní geodatabází. Podporuje více čtenářů a jednoho editora, avšak více editorů u více datových sad. Souborová geodatabáze určitým způsobem zabezpečuje data, protože ji nelze otevřít v jiném programu než pomocí ArcGIS. Umožňuje také ukládat data v komprimovaném formátu pouze pro čtení, který snižuje i požadavky na potřebné místo pro uložení. Stejně jako osobní geodatabáze se i souborová geodatabáze vyznačuje automatickým výpočtem geometrických veličin jednotlivých prvků, linií a polygonů.

### ArcSDE geodatabáze
Jedná se o geodatabázi uloženou v relační databázi využívající Oracle, Microsoft SQL Server, IBM DB2, IBM Informix nebo PostgreSQL. Tyto víceuživatelské geodatabáze vyžadují k použití ArcSDE a mohou pracovat na neomezené velikosti s neomezeným počtem uživatelů. Soubor různých datových sad, které jsou udržovány jako tabulky v relační databázi. ArcSDE geodatabáze podporuje čtení a editaci více uživatelů. Nejedná se o geodatabázi volně a zadarmo dostupnou v ArcGIS.
Limity velikosti se odvíjejí od limitů SŘBD.